# Euro NCAP
Euro NCAP (енгл. European New Car Assessment Programme = Европски програм процене нових возила) европска је агенција за истраживање безбедности нових аутомобила са седиштем у Бриселу, основана 1996. године, а тестирање отпочело фебруара 1997. године. Основана је од стране истраживачке лабораторије за саобраћај (Transport Research Laboratory) Министарства саобраћаја Уједињеног Краљевства уз подршку неколико европских влада, као и Европске уније.
Заснован је по узору на амерички NCAP који је основан 1979. године. Постоје слични, али не и идентични, програми у Аустралији и Новом Зеланду (ANCAP), Латинској Америци (Latin NCAP), Азији (ASEAN NCAP) и Кини (C-NCAP).

## Правила
Euro NCAP објављује безбедносне извештаје о новим аутомобилима награђујући их за звездицама на основу ефикасности возила у различитим тестовима судара, укључујући сударе спреда, бочно и стубно и сударе са пешацима. Највећа укупна оцена је са пет звездица. Фронтални судари се изводе на брзини од 64 km/h на деформабилној препреци. Бочни судари се изводе при брзини од 50 km/h, а стубни при 32 km/h. Тестови за безбедност пешака се изводи при брзини од 40 km/h. Поред наведених тестова изводе се и симулације стражних судара и превртања возила. Поред угрожености пешака испитује се и сигурност мале деце у возилу. Укупан резултат чине оцене у заштити одраслих путника, заштити деце, заштити пешака и помоћни системи возила.

### Измене из 2020. године
Независна европска организација за испитивање безбедности аутомобила, ажурирала је своје протоколе за 2020. годину, уводећи нове тестове и одређене промене у начину оцењивања нових модела. Једна од највећих промена је увођење нове покретне баријере у оквиру теста фронталног судара са делимичним преклапањем, уместо постојеће статичне која је коришћена током протекле 23 године. На овај начин се реалистичније оцењује ниво заштите путника у случају чеоног судара, али и боље процењује на који начин предња конструкција возила утиче на повреде возача и сувозача.
Тест бочног судара је такође унапређен, са битним изменама које укључују и процену повреда изазваних међусобном интеракцијом тела возача и сувозача. Прецизније се оцењује и ефикасност бочних ваздушних јастука у случају ове врсте судара, а произвођачи ће се охрабривати да уводе иновације попут централног ваздушног јастука између возача и сувозача.
У оквиру области испитивања електронских система асистенције од сада се оцењује и такозвана Driver Status Monitoring технологија која детектује умор и деконцентрацију возача и упозорава га звучним и визуелним сигналом. Euro NCAP такође наставља са тестирањем система помоћи возачу и оцењивати аутоматско кочење у случају опасности, али и колико су притом заштићени пешаци, а за ове тестове ће бити осмишљени најразноврснији сценарији који се могу замислити у реалним ситуацијама у саобраћају.
За коначну оцену безбедности неког модела у обзир се узима и безбедност путника након судара, односно опција да возило које је учествовало у удесу аутоматски шаље хитним службама информацију о локацији несреће али и друге податке које могу бити од пресудне важности приликом интервенције хитне помоћи или ватрогасаца.

## Оцене
| Звездице     | Објашњење |
| ------------ | --- |
| 5 звездица   | Одличне перформансе у заштити од судара и добро опремљени са обимном и робусном технологијом за избегавање судара.             |
| 4 звездице   | Добре перформансе у заштити од судара; могу бити присутне додатне технологије за избегавање судара.                            |
| 3 звездице   | Просечна заштита путника, али није увек опремљена са најновијим карактеристикама за избегавање судара.                         |
| 2 звездице   | Номинална заштита од судара, али недостаје технологија за избегавање судара.                                                   |
| 1 звездица   | Маргинална заштита од судара и мало технологије за избегавање судара.                                                          |
| Без звездица | Испуњавање стандарда хомологације тако да се легално може продати, али им недостаје критична савремена сигурносна технологија. |

## Категорије
| Резултати тестова безбедности за BMW серије 3 (F30) из 2012. године. |        |          |
| Резултати тестова безбедности за BMW серије 3 (F30) из 2012. године. | Бодови | Проценти |
| -------------------------------------------------------------------- | ------ | -------- |
| Безбедност одраслих путника                                          | 34,2   | 95%      |
| Безбедност деце                                                      | 40,9   | 84%      |
| Безбедност пешака                                                    | 27,9   | 78%      |
| Помоћни системи возила                                               | 6      | 86%      |

Пошто се резултати различитих тестова аутомобила не могу упоређивати, Euro NCAP је дефинисао неколико категорија:
- Supermini (мали аутомобили) − укључују аутомобиле из А и Б сегмента.
- Small Family Car (средњи аутомобили) − укључују аутомобиле из Ц сегмента, али и неке од Б сегмента.
- Large Family Car (велики аутомобили) − укључују аутомобиле из Д сегмента, али и неке од Ц сегмента.
- Executive (луксузни аутомобили) − укључују аутомобиле из Е сегмента.
- Small MPV (средњи минивен) − укључују минивенове из Б и Ц сегмента и мање комбије.
- Large MPV (велики минивен) − укључују минивенове из Д сегмента.
- Roadster sports (спортски аутомобили) − укључују спортске аутомобиле са каросеријом кабриолета.
- Small Off-Road 4x4 (средњи кросовер) − укључују кросовере из Ц и Д сегмента.
- Large Off-Road 4x4 (велики кросовер) − укључују кросовере из Д, Е и Ф сегмента.
- Pick-up (пикап) − укључују пикапове.

## Галерија
- Фронтални тест судар
- Бочни тест судар
- Стубни тест судар
- Тест судар пешака